# Roosevelt Holts
Roosevelt Holts (né le 15 janvier 1905 près de Tylertown dans le Mississippi ; mort le 27 février 1994 à Franklinton en Louisiane) est un chanteur et guitariste de Blues américain.

## Biographie
Roosevelt Holts naît en 1905 près de la ville de Tylertown dans l'État du Mississippi. Dans les années 1930, Roosevelt Holts joue un peu de guitare en amateur ; sa rencontre avec Tommy Johnson va bouleverser sa vie.  Tommy Johnson est alors marié à Rosa Yongblood, cousine de Holts. Johnson et Holts font connaissance et Johnson enseigne le blues à Holts. Quand Johnson et son épouse quittent Tylertown vers 1937 pour vivre à Jackson, la capitale de l'État, Roosevelt Holts les suit. Tommy et lui vont se produire ensemble dans la ville et celles alentour. Au bout d'un an, Roosevelt retourne dans sa ville natale où il se produit couramment. Il apprend la technique du bottleneck auprès de C. P. Martin et joue dans les villes du Delta ; à cette époque, il est condamné à quatre ans d'emprisonnement. Libéré, il s'installe à Bogalusa en Louisiane, où il trouve un emploi dans une papeterie. Un accident du travail le rend handicapé et l'empêche de porter toute charge lourde. Il travaille alors comme fermier et ne joue plus guère jusqu'à ce qu'il soit découvert par le chercheur David Evans qui l'enregistre pour la première fois en 1968. Quelques disques et quelques tournées aux États-Unis suivront dans les années 1970. L'âge lui fait quitter les studios et il meurt le 27 février 1994 dans la ville de Franklinton.

## Discographie
- 1968 : Presenting The Country Blues[1]
- 1969 : Roosevelt Holts with Boogie Bill[1]
- 1971 : South Mississippi Blues (compilation)[1]
- 1972 : Roosevelt Holts and his friends[1]